# アダム・ネルソン
アダム・ネルソン（Adam Nelson、1975年7月7日 - ）は、アメリカ合衆国ジョージア州アトランタ出身の陸上競技選手である。2000年シドニーオリンピックで銀メダル、2004年アテネオリンピックで金メダルを獲得している。ニューハンプシャー州にあるアイビーリーグの名門であるダートマス大学出身のエリート選手である。試合前には雄たけびをあげTシャツを脱ぎ捨てると言う独特のパフォーマンスを見せる。

## 実績
アテネオリンピックでは、21m16を出し金メダルのウクライナのユーリー・ビロノグと記録は同じながらも惜しくも金メダルを逃したが、ビロノグのドーピング違反により繰り上げで金メダルを獲得した。。自己ベストは2002年に出した22m51である。世界選手権大阪大会では親友のリース・ホッファと共に1, 2フィニッシュを決めた。シルバーコレクターの異名を持つ。
2008年北京オリンピックでは事前に世界ランク１位の記録を出していたが、決勝で3本がファウルとなり、記録なしに終わった。
| 年度 | 大会           | 場所                       | 結果 |
| ---- | -------------- | -------------------------- | ---- |
| 2000 | オリンピック   | シドニー（オーストラリア） | 2位  |
| 2001 | 世界陸上選手権 | エドモントン（カナダ）     | 2位  |
| 2003 | 世界陸上選手権 | パリ（フランス）           | 2位  |
| 2004 | オリンピック   | アテネ（ギリシャ）         | 1位  |
| 2005 | 世界陸上選手権 | ヘルシンキ（フィンランド） | 1位  |
| 2007 | 世界陸上選手権 | 大阪（日本）               | 2位  |